# Ron Taylor
Ronald James Taylor, född 16 oktober 1952 i Galveston, Texas, död 16 januari 2002 i hjärtattack, var en amerikansk skådespelare.
Ron är känd för sina roller i, bland annat, Star Trek: Deep Space Nine och som röst åt Bleeding Gums Murphy i TV-serien Simpsons. Han har även skrivit manus till Spejaren och andra TV-serier.
Avsnitt 8 (säsong 13) i Simpsons, Sweets and sour Marge, är tillägnat Ron Taylor.